# Поршур (Граховский район)
Поршур — деревня в Граховском районе Удмуртии, входит в Староятчинское сельское поселение. Находится в 16 км к западу от Грахово.